# حمزة الكوفي
حَمْزَة بْنُ حَبِيبٍ بْنُ عِمَارَة بْنُ إسْمَاعِيل الكُوفيُّ يكنى بـ«أبِي عِمَارة»، ولد سنة (80 هـ)، ولٌقب بـالزيَّات لأنه كان يجلب الزيت من الكوفة إلى حلوان ويجلب من حلوان الجبن والجوز إلى الكوفة. أدرك الصحابة بالسنِّ، ولعلَّه رأى بعضهم. توفي سنة 156 هـ بحلوان وعمره 76 سنة.
وكان الأعمش إذا رأى حمزة قد أقبل قال: هذا حَبْر القرآن، وقال عنه مرَّة: ذاكَ تُفَّاحَة القُرَّاء، وسيِّد القُرَّاء. كان أحد القراء السبعة، وعنه أخذ أبو الحسن الكسائي القراءة، وأخذ هو عن الأعمش. وهو سادس القُراء العشر، قال عنه الإمام الشاطبي في قصيدته (حرز الأماني ووجه التهاني) التي جمع فيها علوم القراءات السبع:

## نسبه
حمزة بن حبيب بن عَمَارة بن إسماعيل، الكُوفيُّ التيميُّ الزيَّات، أبو عمارة، مولى آل عكرمة بن ربعي.

## علمه ومكانته وصفاته
أحد القراء السبعة، تصدَّر للإقراء مُدَّة، كان إماماً حجَّة، ثقةً ثبتاً، قيِّماً بكتاب الله تعالى، حافظاً للحديث، بصيراً بالفرائض والعربية، عابداً زاهداً، خاشعاً قانتاً ورعاً، عديم النظير، صار أكثر أهل الكوفة في زمنه إلى قراءته، وكان يُقْرِئ سَنَةً بالكوفة، وسَنَةً في حُلْوَان، وقد آلت إليه الإمامة في القراءة بعد عاصم. كان يقول: ما قرأتُ حرفاً إلاَّ بأثر، وقال عنه سفيان الثوري: هذا ما قرأ حرفاً من كتاب الله عزَّ وجل إلاَّ بأثر.
قال يحيى بن معين: سمعت محمد بن الفضل يقول: ما أحسب أنَّ اللهَ يدفع البلاء عن أهل الكوفة إلا بحمزة. وكان الأعمش إذا رأى حمزة قد أقبل قال: هذا حَبْر القرآن، وقال عنه مرَّة: ذاكَ تُفَّاحَة القُرَّاء، وسيِّد القُرَّاء. وقال له أبو حنيفة النعمان مرة: شيئان غلبتنا عليهما، لسنا ننازعك فيهما: القرآن والفرائض. وقال جرير: وددت أن أستطيع أصنع ما يصنع حمزة سيِّدنا وسيِّد القُرَّاء.
وقال الكسائي لأحدهم وهو يصف حمزة: «إمام من أئمة المسلمين، وسيِّدُ القرَّاء والزهَّاد، لو رأيته لَقَرَّت عينُك به من نُسُكه»، وكان الكسائي يفتخر به، ويسمِّيه: أستاذي، ويجلُّه ويرفع قدَرَهُ، وقد قرأ عليه القرآن أربع مرات. وقد كان حمزة يقرأ في كل شهر خمساً وعشرين ختمة، ولم يلقه أحد قطُّ إلا وهو يقرأ. قال عنه الإمام الشاطبي في منظومته: وحمزة ما أزكاه من مُتَوَرِّع اماماً صَبُورَاً للقُرَان مُرَتِّلا.

## شيوخه في القراءة
قرأ حمزة على: سليمان بن مهران الأعمش، وحُمْران بن أَعْيَن، وأبي إسحاق السَّبِيْعِي، ومحمد بن عبد الرحمن بن أبي ليلى، وطلحة بن مَصرِف، وجعفر بن محمد الصادق، وغيرهم. فما كان من قراءة الأعمش وحُمران فهي عن ابن مسعود رضي الله عنه، وما كان عن ابن أبي ليلى فهي عن علي بن أبي طالب رضي الله عنه، أمَّا أبو إسحاق السَّبِيعي فكان يقرأ عنهما.

## رواة القراءة عنه
قرأ عليه خلق كثير، من أبرزهم: علي بن حمزة الكسائي وهو من أجلِّ أصحابه، وسُلَيْم بن عيسى وهو من أضبط أصحابه، وخلاّد بن خالد الأحول، وإسحاق بن يوسف الأزرق، وإبراهيم بن أدهم، وعابد بن أبي عابد، والحسن بن عَطيَّة، وعبد الله بن صالح العِجْلي، وآخرون.
وقد نقل قراءته كلٌّ من خَلَف بنُ هشام البزَّار، وخَلَّاد بن خالد الصيرفي، كلاهما عن سُلَيم بن عيسى عن حمزة.
قال الشاطبي: روى خَلَفٌ عنه وخلَّاد الذي رواه سُلَيم مُتْقَنَاً ومُحَصَّلا.

## موقف العلماء من قراءته
قال الذهبي: كره طائفة من العلماء قراءةَ حمزة لما فيها من السكت، وفرط المدِّ، واتِّبَاع الرَّسم والإضجاع، وأشياء.
فكان أحمد بن حنبل يكره من قراءة حمزة الهمز الشديد، والإضجاع. وكان يزيد بن هارون ينهى عن قراءة حمزة، يكرهها كراهية شديدة. وقال عبد الرحمن بن مهدي: لو كان لي سلطان على من يقرأ قراءة حمزة لأوجعت ظهره. وقال سفيان بن عيينة: لا تصلوا خلف من يقرأ بقراءة حمزة. وقال أبو بكر بن عيَّاش: قراءة حمزة بدعة، يزيد ما فيها من المدِّ المفرط والسكت، وتغيير الهمز في الوقف، والإمالة وغير ذلك. ورُوِيَ عن عبد الله بن إدريس أنَّه لعن من قرأ قراءة حمزة.
إلا أن علماء فن القراءات لم يقبلوا الطعن في قراءة حمزة، وأكدوا على صحتها وتلقي الأمة لها بالقبول، من ذلك:
قول الإمام السخاوي: إنما اتخذه الناس اماماً في القراءة لعلمهم بصحة قراءته، وأنها مأخوذة عن أئمة القرآن الذي تحققوا بإقرائه، وكانوا أئمة يقتدى بهم من التابعين وتابعي التابعين، وكان حمزة أجلّ وأورع من أن يبتدع.
وقال الإمام الذهبي: انعقد الإجماع بآخرة على تلقي قراءة حمزة بالقبول، والإنكار على من تكلَّم فيها، ويكفى حمزة شهادةُ مثل الإمام سفيان الثوري له، فإنه قال: ما قرأ حمزة حرفًا إلا بأثر. قال ابن الجزري شيخ المحققين: وأمَّا ما ذُكِرَ عن عبد الله بن إدريس وأحمد بن حنبل من كراهة قراءة حمزة، فإنَّ ذلك محمول على قراءة من سمعا منه ناقلاً عن حمزة، وما آفة الأخبار إلا رواتها.

## منزلته في الرواية والحديث[35]
حدَّث حمزة عن: سليمان بن مهران الأعمش، وحُمْران بن أعين، وطلحة بن مصرف، وحبيب بن أبي ثابت، والحكم بن عتبة، وعمرو بن مرة، وعدي بن ثابت، والمنهال بن عمرو، وأبي إسحاق الشيباني، وآخرين. وحدَّث عنه: سفيان الثوري، وشريك بن عبد الله، ووكيع، ويحيى بن آدم، وأبو الأحوص، وعبد الله بن صالح العجلي، وأبو نُعَيْم، وغيرهم.
وقد اختلف علماء الجرح والتعديل في الحكم على رواية الإمام حمزة في الحديث، إلا أنَّ روايته لا تنزل عن درجة الحسن، كما قال الذهبي. قال أحمد بن حنبل: حمزة الزيَّات ثقة في الحديث. وقال النَّسائيُّ وغيره: ليس به بأس، أمَّا الأزديُّ والساجيُّ فقالا: صدوق في الحديث، ليس بمتقن، وقال الساجي مَرَّةً: صدوق سيئ الحفظ. وقال يحيى بن معين: حمزة ثقة، وقال مَرَّة: حسن الحديث. وقد ذكره ابن حِبَّان والعِجْلي في الثِّقات. قال الذهبي: حديثه مخرَّج في صحيح مسلم، وفي السنن الأربعة، ولا ينحط عن رتبة الحسن.

## مآثره وأقواله
روى خلف بن هشام البزَّار، قال: قال لي سُلَيْم بن عيسى: دخلت على حمزة بن حبيب الزيَّات، فوجدته يُمَرِّغ خديه في الأرض ويبكي، فقلتُ: أعيذك بالله، فقال: يا هذا استعذتَ في ماذا؟ فقال: رأيتُ البارحة في منامي كأنَّ القيامة قد قامت، وقد دُعِيَ بقرَّاء القرآن، فكنتُ فيمن حضر، فسمعتُ قائلاً يقول بكلام عذب: لا يدخل عليَّ إلاَّ من عملَ بالقرآن، فرجعتُ القَهْقَرَى، فَهُتِف باسمي: أين حمزةُ بن حبيب الزيَّات؟ فقلت: لبيكَ داعيَ الله لبيك، فبدرني مَلَكٌ فقال: قل لبيكَ اللهمّ لبيكَ، فقلتُ كما قال لي، فأدخلني داراً، فسمعتُ فيها ضجيجَ القرآن، فوقفتُ أرعدُ، فسمعتُ قائلاً يقول: لا بأسَ عليك، أرقَ واقرأ، فأدرتُ وجهي فإذا أنا بمنبر من دُرٍّ أبيض، دُفَّتَاه من ياقوتٍ أصفر، مُرَاقته زبرْجَد أخضر، فقيل لي: أرق واقرأ، فَرَقِيتُ، فقيل لي: اقرأ سورة الأنعام، فقرأتُ وأنا لا أدري على من أقرأ حتى بلغت الستين آية، فلما بلغتُ: ﴿ وَهُوَ الْقَاهِرُ فَوْقَ عِبَادِهِ ﴾ [الأنعام: 61]، قال لي: يا حمزة ألستُ القاهرُ فوقَ عبادي؟ قال: فقلُت: بلى، قال: صدقتَ، اقرأ، فقرأتُ حتى تممتُها، ثمَّ قال لي: اقرأ، فقرأتُ «الأعراف» حتى بلغتُ آخرَها، فأومأتُ بالسجود، فقال لي: حسبُكَ ما مضى، لا تسجد يا حمزة، من أقرأكَ هذه القراءة؟ فقلتُ: سُلَيْمان، قال: صدقتَ، من أقرأ سُلَيْمان؟ قلتُ: يحيى، قال: صَدَقَ يحيى، على من قرأ يحيى؟ فقلتُ: على أبي عبد الرحمن السُّلَميّ، فقال: صدقَ أبو عبد الرحمن السُّلميّ، من أقرأ أبا عبد الرحمن السلميّ؟ فقلت: ابنُ عمِّ نبيك عليُّ بنُ أَبي طالب، قال: صدقَ عليٌّ، من أقرأ عليًا؟ قال: قلتُ: نبيكَ صلى الله عليه وسلم، قال: ومن أقرأ نبيي؟ قال: قلتُ: جبريلُ، قال: من أقرأ جبريلَ، قال: فسكتُّ، فقال لي: يا حمزة، قلْ أنتَ، قال: فقلتُ: ما أجسُرُ أن أقولَ أنتَ، قال: قل أنتَ، فقلتُ: أنتَ، قال: صدقتَ يا حمزة، وحقِّ القرآن لأُكرمنَّ أهلَ القرآن، سِيَّما إذا عملوا بالقرآن، يا حمزة: القرآنُ كَلامِي، وما أَحببتُ أحدًا كَحُبِّي لأهل القرآن، ادنُ يا حمزة، فدنوتُ فغمر يدَهُ في الغَاليَة ثمَّ ضَمَّخَنِي بها، وَقَال: ليس أفعل بك وحدَك، قد فعلتُ ذلك بنظرائك، ومن فوقَكَ، ومن دونَكَ، ومن أقرأ القرآنَ كما أقرأتَهُ لم يُرِد به غيري، وما خبأتُ لك يا حمزة عندي أكثر، فأَعلِم أصحابَكَ بمكاني من حُبِّي لأهل القرآن وفعلي بهم، فهمُ المُصْطَفَون الأخيار، يا حمزة: وعزتي وجلالي لا أعذِّبُ لسانًا تلا القرآن بالنَّار، ولا قلبًا وعاه، ولا أذنًا سمعته، ولا عينًا نظرتُه، فقلتُ: سبحانكَ سبحانكَ أي ربِّ، فقال: يا حمزة أين نظار المصاحف؟ فقلت: يا ربِّ حفاظُهُم؟ قال: لا، ولكني أحفظه لهم حتى يوم القيامة، فإذا أتوني رفعتُ لهم بكلِّ آية درجة. أفتلومني أن أبكي، وأتمرَّغُ في التُّراب.
وقال عبد الله العِجلي: ختم على حمزة رجل من أهل حُلْوان من مشاهيرهم، فبعث إليه بألف درهم، فقال حمزة لابنه: كنت أظنُّ لك عَقلاً، أنا آخُذُ على القُرآن أجراً، أرجو على هذا الفردوس. وقال حمزة مَرَّة: أنا أكره أن أشرب من بيتِ مَن يَقْرأ عليَّ الماءَ. قال عبيد الله بن موسى: كان حمزة يُقرِئ القرآن حتى يتفرَّق النَّاس، ثم ينهض فيصلي أربع ركعات، ثم يصلي ما بين الظهر والعصر، وما بين المغرب والعشاء، وحدثني بعض جيرانه أنَّه لا ينام الليل، وأنَّهم يسمعون قراءته يرتِّل القرآن. وقال حمزة محذِّراً من التنطع في القراءة وتحقيقها: إنَّ لهذا التحقيق منتهىً ينتهي إليه، ثمَّ يكون قبيحاً، مثل البياض له منتهى، فإذا زاد صار برصاً، ومثل الجُعُودَة لها منتهى تنتهي إليه، فإذا زادت صارت قططاً.

## وفاته
توفي حمزة سنة 156 هـ، وقيل: سنة 158 هـ، وهو وَهْمٌ كما قال الذهبي، وقبره في حُلْوَان مشهور.